# カーナティック条約

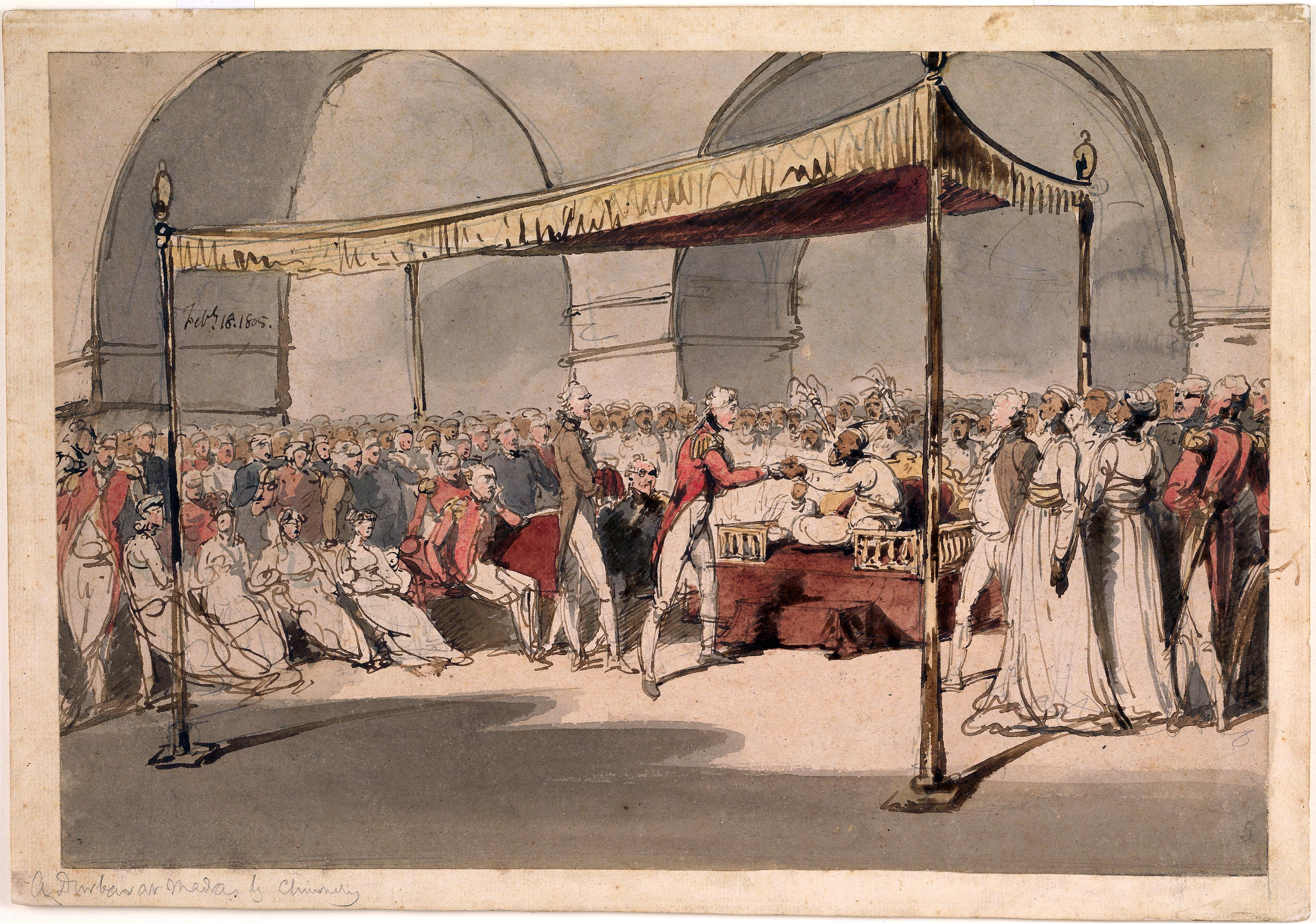
カーナティック条約を締結するアズィーム・ウッダウラ

カーナティック条約（カーナティックじょうやく、英語：Carnatic Treaty）は、1801年7月26日にインドのマドラスにおいて、イギリス東インド会社とカルナータカ太守との間に結ばれた条約。

## 概要
18世紀後半、ムハンマド・アリー・ハーンの治世以降、カルナータカ太守は事実上イギリスの従属下に置かれていた。だが、その息子ウムダトゥル・ウマラーは第四次マイソール戦争に加担した嫌疑をかけられ、そのさなか1801年7月15日に急死した。
同年7月26日、イギリスは甥のアズィーム・ウッダウラを後継者として認めたが、同時にカーナティック条約を締結させた。この条約により、カルナータカ太守はその全権と全領土をイギリスに委譲せねばならず、太守の領域にいたポリガールもその主権下を離れた。こうして、広大なカーナティックと呼ばれる地域がマドラス管区に組み込まれた。
その代りとして、太守には領土の5分の1から得られる歳入に相当する120万ルピーの年金が与えられ、イギリス保護下の年金受給者となった。